# Wenzel I. (Luxemburg)

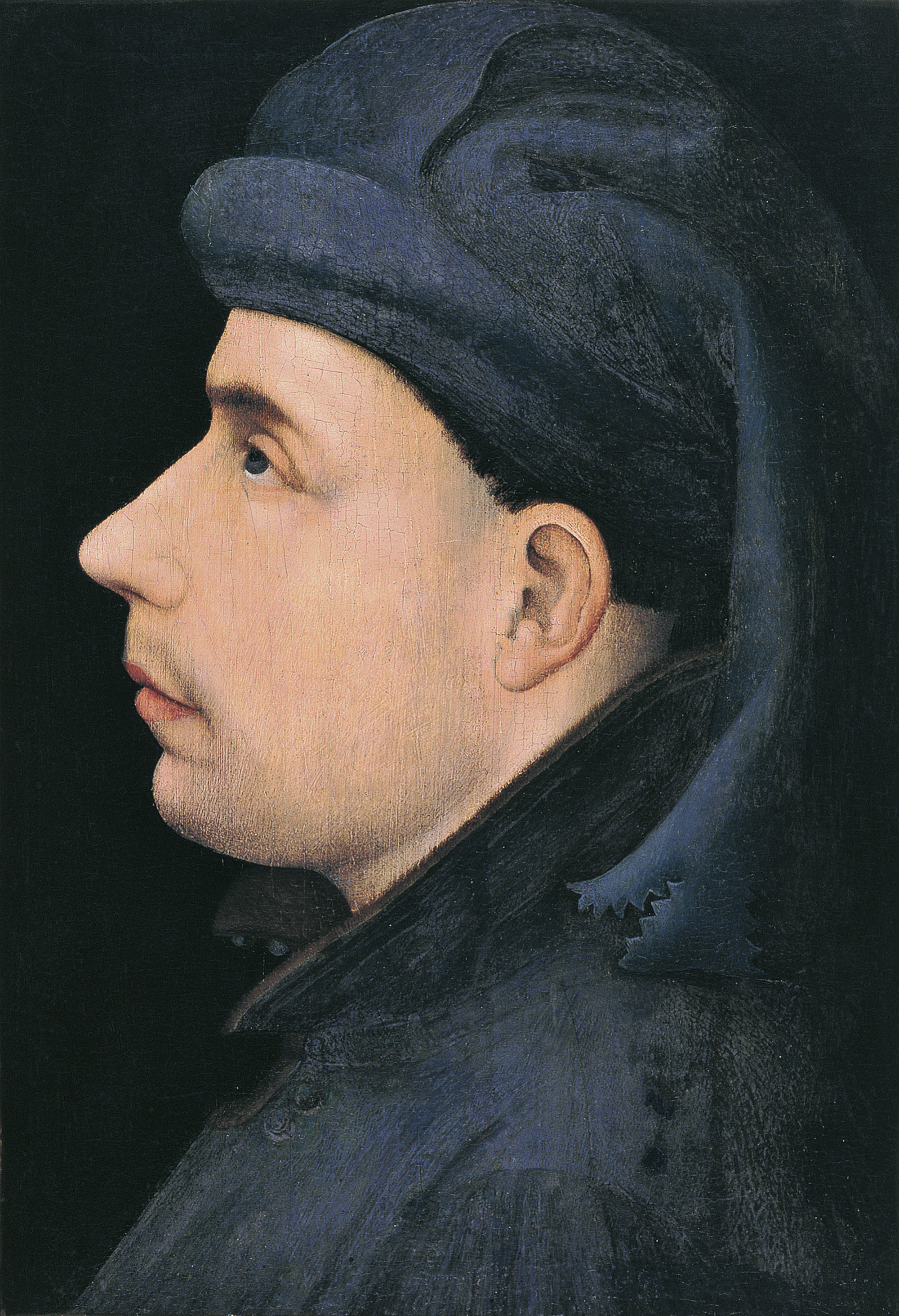
Wenzel I. von Luxemburg (Darstellung um etwa 1400 bis 1415)

Wenzel I. (* 25. Februar 1337 in Prag; † 8. Dezember 1383 in Luxemburg) war der einzige Sohn aus der zweiten Ehe des böhmischen Königs Johann von Luxemburg mit Beatrix von Bourbon (1305–1383), einer Cousine des französischen Königs Philipp VI. Der spätere Kaiser Karl IV. ist Wenzels Halbbruder.

## Leben
Wenzels Eltern Johann und Beatrix waren sich in gegenseitiger Liebe und Wertschätzung zugetan. Deshalb entschloss sich Johann im Jahr 1340, sein Testament zugunsten Wenzels zu ändern. Wenzel sollte das Stammland Luxemburg und die französischen Lehen erhalten.
Nach dem Tod Johanns am 26. August 1346 konnte Wenzel sein Erbe nicht antreten. Aufgrund der finanziellen Unterstützung, die Balduin von Trier seinem Großneffen Karl bei dessen Königswahl leistete, verwaltete der Trierer Erzbischof die Grafschaft Luxemburg als Pfandbesitz bis zu seinem Tod am 21. Januar 1354.
Am 13. März 1354 wurde Wenzel der erste Herzog von Luxemburg. Das neue Herzogtum Luxemburg wurde aus der Grafschaft Luxemburg, der Grafschaft Durbuy, der Grafschaft Laroche, der Markgrafschaft Arlon und einigen kleineren Herrschaften gebildet. Das Herzogtum Luxemburg blieb außerhalb der böhmischen Krone, es war ein Lehen des Reiches. Wenzel wurde Reichsfürst und erhielt das Ehrenamt des Reichstruchsesses.
Seit 1352 war Wenzel mit Johanna von Brabant (1322–1406), der Erbin der Herzogtümer Brabant und Limburg, verheiratet. Durch diese Heirat konnte die seit der Schlacht bei Worringen (26. August 1288) bestehende Rivalität zwischen den Häusern Luxemburg und Brabant beendet werden. Am 26. Dezember 1356 wurde Wenzel Herzog von Brabant und Limburg. Dadurch konnten die Luxemburger den Machtkomplex der Wittelsbacher im Nordwesten des Reiches (Holland, Zeeland, Hennegau) neutralisieren. Wenzel residierte am Brüsseler Hof im Palast von Coudenberg und erwies sich als Förderer der französischen Hofkultur.
1368 wurde Wenzel zum Reichsvikar ernannt. Bei der Ausübung dieses Amtes unterlag er im Streit um Geleitrechte dem Herzog Wilhelm II. von Jülich und geriet mit seinen Kampfgefährten am 22. August 1371 in der Schlacht bei Baesweiler in Gefangenschaft. Erst als Karl IV. im Frühjahr 1372 50.000 Gulden für Wenzels Freilassung zahlte, entließ der Herzog von Jülich seinen Gefangenen. Außerdem musste Wenzel auf das Reichsvikariat verzichten.
In den folgenden Jahren war die finanzielle Belastung der Herzogtümer aufgrund der Rückzahlungsverpflichtung Wenzels enorm. Wenzel konnte die erfolgreiche Finanzpolitik seiner ersten Regierungsjahre nicht weiter fortsetzen. Es gab sozial motivierte Unruhen.
Da die Ehe zwischen Wenzel und Johanna kinderlos blieb, veranlasste Karl IV. in seinem Todesjahr (1378) seinen Halbbruder, seinen Sohn und designierten Nachfolger Wenzel IV. als Erbe der Herzogtümer Luxemburg, Brabant und Limburg einzusetzen.
Das Verhältnis zwischen Herzog Wenzel und König Wenzel IV. war nicht gut. Herzog Wenzel war pro-französisch eingestellt und begünstigte den in Avignon residierenden Gegenpapst Clemens VII. König Wenzel IV. näherte sich England an und war Anhänger des römischen Papstes Urban VI.
Wenzel IV. konnte nach dem Tod Herzog Wenzels am 8. Dezember 1383 nur das Herzogtum Luxemburg erben. Wenzels Witwe Johanna von Brabant übernahm die Verwaltung ihrer Herzogtümer Brabant und Limburg. 1390 unterstellte Johanna ihre Herzogtümer der Schutzmacht des Herzogs von Burgund, Philipps des Kühnen. Wenzel IV. wurde auch zum Streit zwischen dem Deutschen Orden und Polen am 8. Oktober 1409 gerufen. Seine Entscheidung führte dann zur zweitgrößten Schlacht des Mittelalters, derjenigen bei Tannenberg.